# Ondřej Měšťák
Ondřej Měšťák (* 23. května 1981) je český plastický chirurg. Zabývá se především rekonstrukcemi prsní tkáně a břišní stěny po onkologických onemocněních. Je synem plastického chirurga Jana Měšťáka.

## Život

### Studia
Vystudoval na 3. lékařské fakultě Univerzity Karlovy, kde také složil specializační zkoušku v oboru
plastické chirurgie. Na 1. lékařské fakultě UK vystudoval postgraduální studium v oboru experimentální chirurgie a tkáňového inženýrství. 

### Lékařská specializace
Jako první český lékař provedl rekonstrukci prsu s užitím přenosu tukové tkáně obohacené o kmenové buňky. V rámci vědeckého výzkumu se věnuje zejména vývoji biomateriálů, konkrétně hydrogelů a biologických materiálů pro rekonstrukce měkkých tkání a užití kmenových buněk izolovaných z tukové tkáně.
Jako lékař působí na klinice plastické chirurgie Fakultní nemocnice Bulovka a 1. lékařské fakulty Univerzity Karlovy a na soukromé klinice Esthé.

### Působení v zahraničí
V roce 2014 absolvoval, na vlastní náklady, humanitární misi v Jordánsku (v rámci
programu Treating Wounded Syrians), na pomoc obětem občanské války v Sýrii. Provedl zde 25 operací.

## Mezinárodní aktivity
V roce 2012 spoluzaložil mezinárodní společnost IPRAS-TA (International Confederation of Plastic and Aesthetic Surgery Societies - Trainees Association), která sdružuje mladé plastické chirurgy z celého světa, nyní je členem jejího výkonného výboru.
Spoluzaložil mezinárodní edukační projekt New Mamma, který slouží ke zvýšení informovanosti žen s karcinomem prsu o rekonstrukcích prsu.

## Ocenění
Roku 2014 jako první český lékař získal od Americké společnosti plastických chirurgů (ASPS) ocenění za publikační činnost, konkrétně za studii o rekonstrukci prsu po mastektomii pomocí vlastního tuku.